# Jürg Jenatsch
Jürg Jenatsch (pronuncia /jyʁk jeˈnaʧ/; anche Jörg, Georg, o in romancio Gieri o Zoartz; Lohn, 1596 – Coira, 24 gennaio 1639) è stato un condottiero militare, politico e pastore protestante grigionese durante la Guerra dei Trent'anni.

## Biografia

### Formazione e ministero pastorale
Jürg (in italiano Giorgio) Jenatsch nacque forse a Lohn (oggi nel comune di Muntogna da Schons, nel cantone svizzero dei Grigioni), oppure nella cittadina di Samedan o in qualche altra località dell'Alta Engadina, nel 1596.  Figlio del pastore e notaio Israel Jenatsch e di Ursina Balsamin, Jürg trascorse l'infanzia a Silvaplana e in seguito studiò teologia a Zurigo tra il 1612 e il 1616 e a Basilea tra il 1616 e il 1617.
Nel 1617 venne eletto pastore a Scharans e membro del sinodo delle Chiese riformate grigionesi.  Dall'anno successivo fino al 1620 fu pastore della comunità evangelica di Berbenno di Valtellina.

### Attività militare e politica
Nel 1618 Jenatsch fu tra i promotori del tribunale penale speciale istituito a Thusis contro gli esponenti del partito filospagnolo (che erano in maggioranza di confessione cattolica ma - si noti - contavano nelle loro file anche diversi protestanti). Quando il tribunale fu effettivamente costituito, Jenatsch divenne uno dei "supervisori religiosi" che dirigevano le indagini e l'istruzione delle prove (pur non avendo diritto di voto quando si trattava di scegliere la pena da comminare agli imputati giudicati colpevoli). Insieme con gli altri supervisori, Jenatsch condusse l'interrogatorio dell'arciprete di Sondrio Nicolò Rusca, accusato - probabilmente falsamente - di cospirazione e di concorso nel tentato omicidio di un pastore protestante. Come era del tutto normale all'epoca, l'interrogatorio comportava anche l'uso della tortura, ma disgraziatamente esso si concluse con la morte dell'imputato.  Il tribunale pronunciò anche una sentenza di esilio perpetuo contro i capi del partito filospagnolo, i fratelli Rudolf e Pompejus von Planta, originari di Zernez.

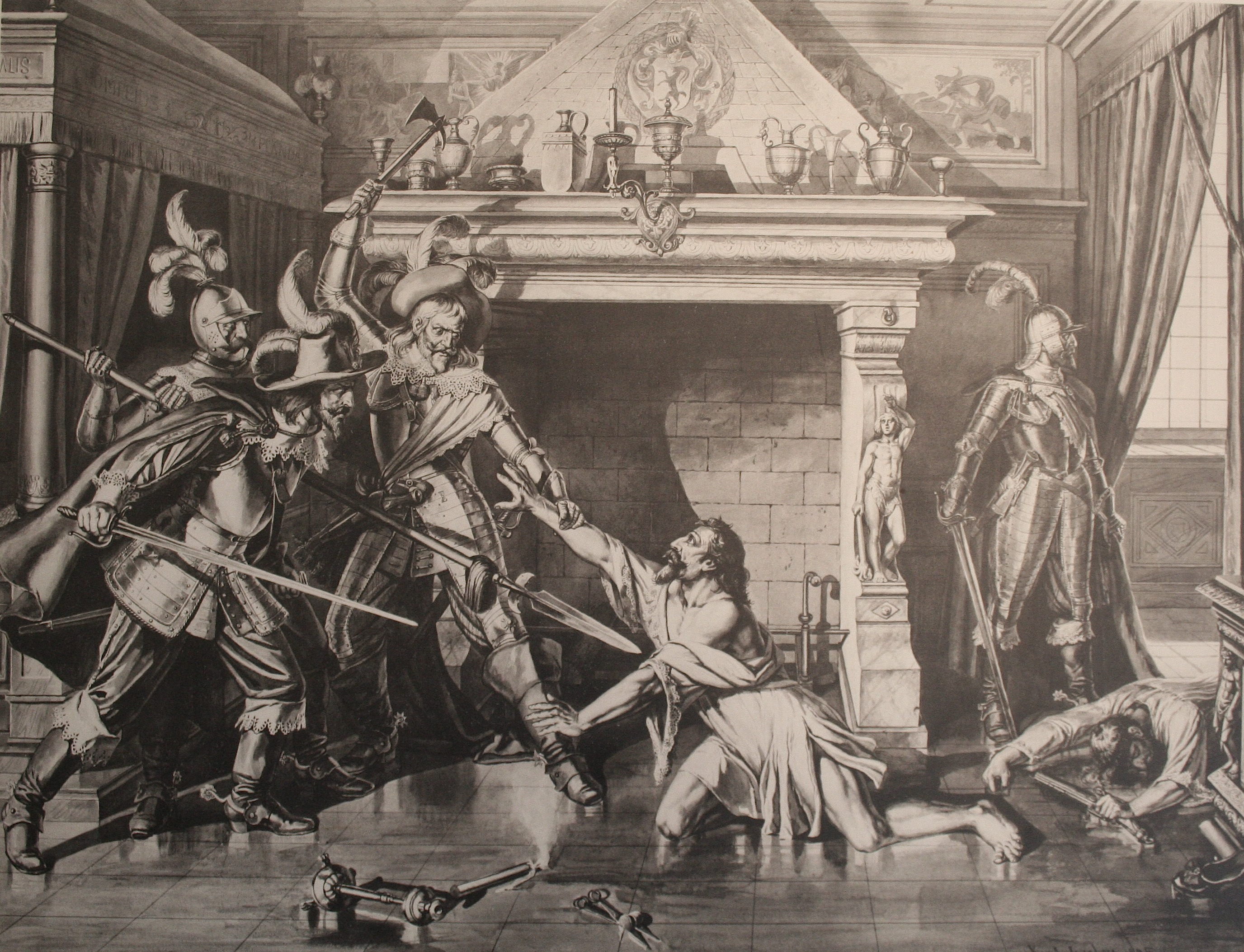
L’assassinio di Pompejus Planta; dipinto di Karl Jauslin

Nel 1620 Jenatsch, insieme alla sua famiglia, sfuggì per un soffio alla rivolta scoppiata in Valtellina contro i Grigioni, rivolta fomentata e coordinata a distanza dal governatore spagnolo di Milano, il duca di Feria, e che ebbe la sua manifestazione più eclatante nella strage del Sacro Macello. Profondamente segnato da questa esperienza, Jenatsch lasciò il ministero di pastore e preferì dedicarsi attivamente alla guerra: si unì al partito filoveneziano dominato dalla famiglia Salis e partecipò all'organizzazione degli assassini politici del capo del partito austro-spagnolo Pompejus Planta e di altri sostenitori della Spagna. Planta venne ucciso nel suo castello di Rietberg nel 1621, trafitto con un'ascia; probabilmente l'esecutore materiale del delitto non fu Jenatsch, bensì un certo Niklaus Carl von Hohenbalcken. Poco dopo, Jenatsch e altre personalità collegate con il partito filoveneziano e con la famiglia Salis dovettero fuggire dal territorio delle Tre Leghe, ormai in preda a una totale anarchia.  In seguito a questi sviluppi, Jenatsch venne anche deposto dal suo ufficio di pastore riformato.

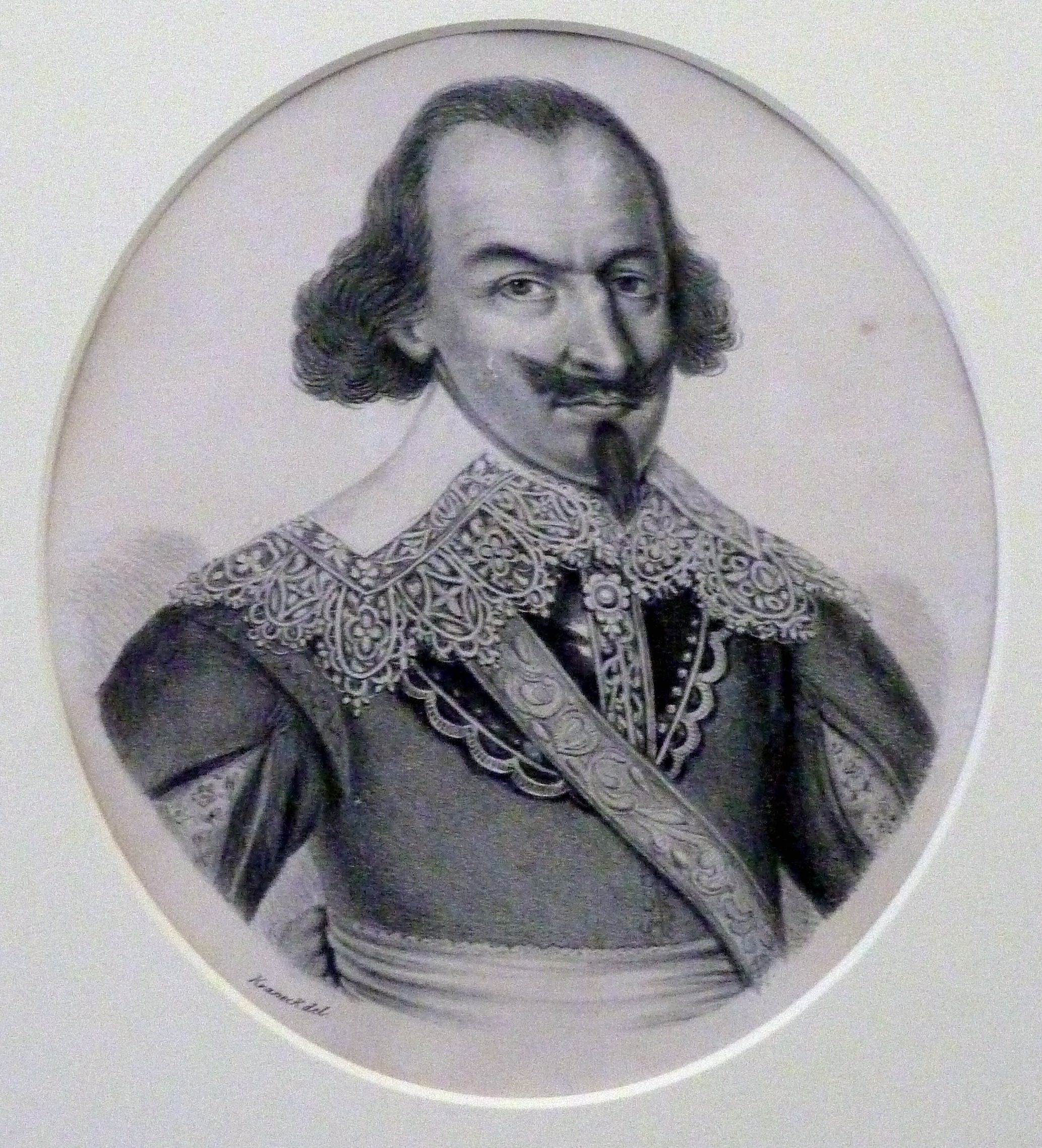
Jenatsch in una incisione di Heinrich Kraneck, 1832

Nel 1622 Jenatsch partecipò alla rivolta della Prettigovia contro gli Austriaci e fu anche promosso colonnello dell'esercito veneziano. Nel 1624 un esercito francese invase la Valtellina e Jenatsch si unì ai Francesi, diventando in seguito uno degli uomini di fiducia del duca di Rohan (di confessione ugonotta, quindi protestante come Jenatsch). Con la pace di Monzón tra Francia e Spagna (1626) la Valtellina venne ceduta agli Spagnoli rientrando sotto il controllo politico e religioso del papa: da questo momento Jenatsch guidò diverse azioni militari per liberare la valle dal dominio spagnolo e per ricondurla nell'ambito delle Tre Leghe grigionesi.
Nel 1627 Jenatsch uccise il suo comandante, Jacob Ruinelli, in un duello a Coira, ma fu prosciolto dall'accusa di omicidio da un tribunale cittadino.  Ritornò così alla sua attività di reclutatore di soldati e - di fronte al crescente potere degli Spagnoli e degli Austriaci in Valtellina - mise insieme una compagnia militare agli ordini dei Veneziani (1628-1629).  Jenatsch fu anche incarcerato per un breve periodo a Venezia, in seguito a un episodio di insubordinazione. Nel 1631 venne reclutato per una campagna dei Francesi, organizzata direttamente dal cardinale Richelieu, mirante a cacciare gli Spagnoli dalla Valtellina.  Nel 1635 gli Spagnoli cattolici furono finalmente cacciati dalla Valtellina.
A questo punto, però, quando Jenatsch si rese conto che la Francia non era affatto intenzionata a restituire ai Grigioni le terre liberate, cominciò a stabilire trattative segrete con gli Asburgo (il cosiddetto Kettenbund, che vedeva diversi esponenti grigionesi trattare segretamente con gli Spagnoli e gli Austriaci). In quello stesso anno 1635, con grande sorpresa di tutti, emise una formale abiura e si convertì al cattolicesimo: Jenatsch spiegò che meditava questa conversione già dal periodo di prigionia a Venezia nel 1629, quando in carcere aveva letto i testi dei Padri della Chiesa e si era convinto che la Chiesa cattolica fosse la sola autentica Chiesa. Nel 1637 comandò una rivolta che portò alla cacciata del duca di Rohan e dei Francesi dalla Valtellina e dalle altre terre dei Grigioni.

### L'uccisione
Nei due anni successivi alla cacciata del Rohan, Jenatsch portò avanti delle trattative con la Spagna e l'Austria per ottenere il ritorno della Valtellina sotto la sovranità grigionese. Jenatsch cercò anche di ottenere per sé un titolo nobiliare, divenne governatore di Chiavenna, e diventò uno degli uomini più potenti della zona, spesso in combutta con la famiglia Planta nel portare avanti traffici poco chiari.

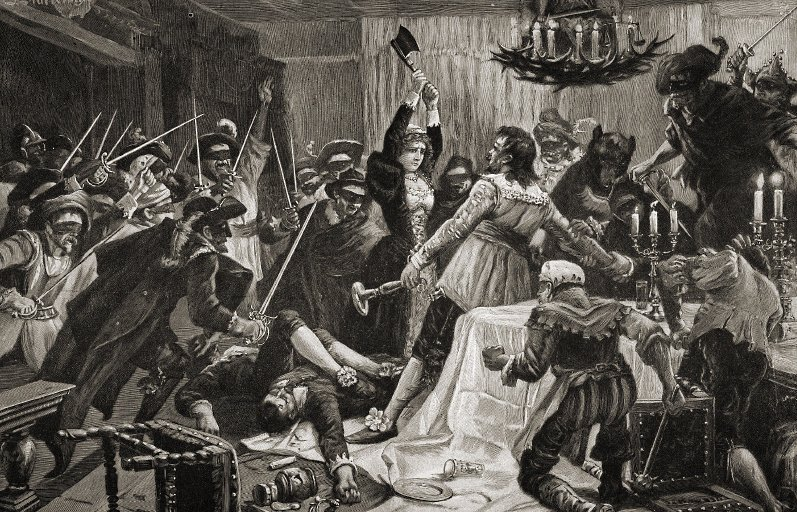
L'assassinio di Jürg Jenatsch, di E. Sturtevant

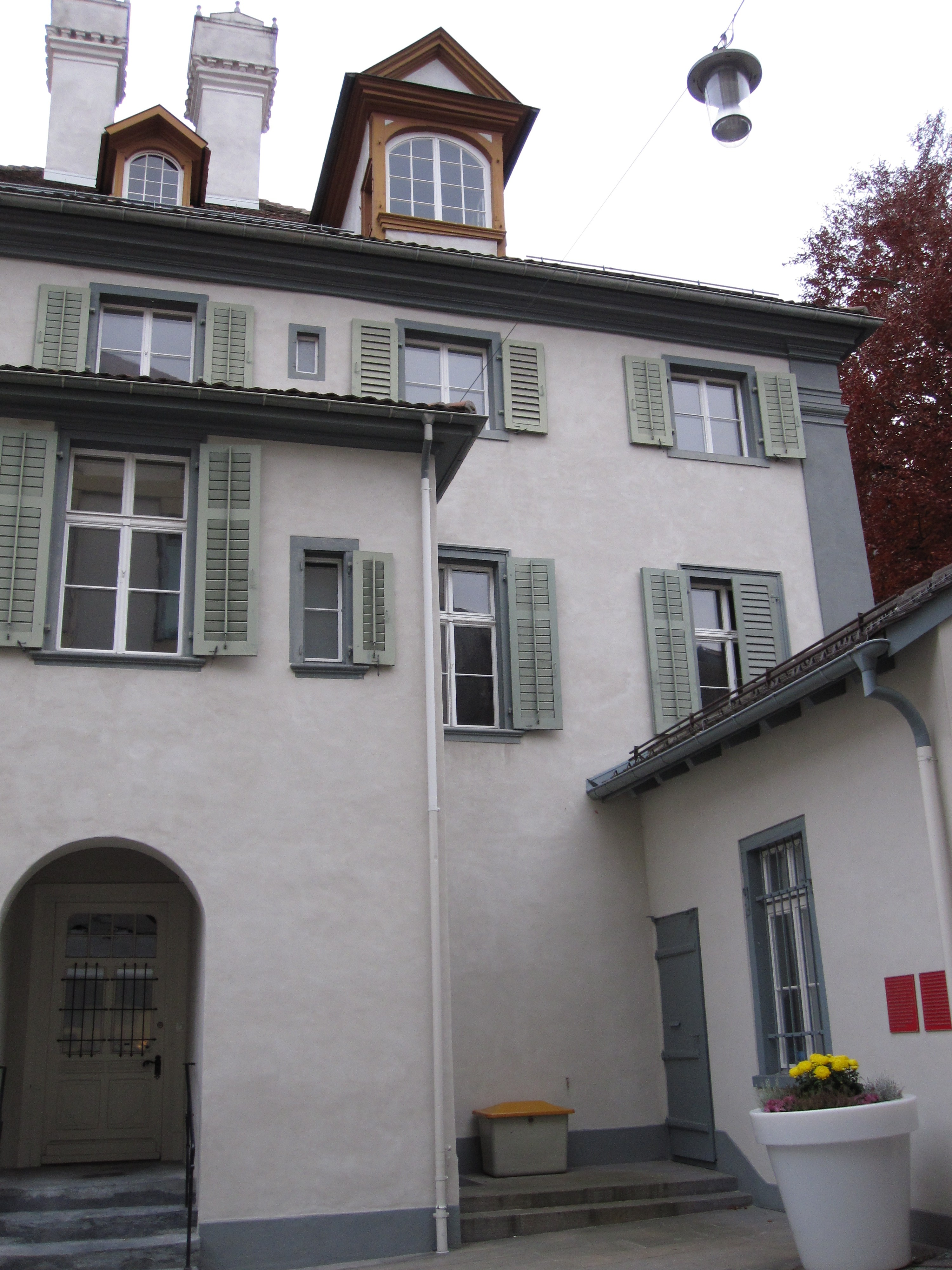
Luogo di quello che fu lo Staubigen Hüetli, oggi parte dellAlten Gebäu, sede del Tribunale di Coira, in Poststrasse 14

In una notte di Carnevale (24 gennaio 1639) Jürg Jenatsch fu assassinato in una locanda di Coira, lo Staubigen Hüetli, da un gruppo di uomini il cui capo era travestito da orso.  Le circostanze dell'omicidio rimasero poco chiare, anche perché le indagini furono condotte in modo assai superficiale, in quanto le classi dirigenti non sembravano particolarmente interessate a scoprire i mandanti.  È possibile che l'assassino fosse Rudolf Planta, figlio di quel Pompejus assassinato nel 1622, ma diversi altri personaggi dell'epoca furono sospettati.
In quello stesso anno, con il cosiddetto Capitolato di Milano, la Valtellina veniva riconsegnata dagli Spagnoli ai Grigioni, a condizione di tollerarvi solo la confessione cattolica (uno dei punti fermi imposti dal papato era che non esistesse nessun governo protestante a sud delle Alpi): salvo i funzionari governativi, nessun protestante poteva dimorare in Valtellina più a lungo di tre mesi.  I Grigioni riebbero così la Valtellina, che governarono fino al 1797, e si concludeva la cosiddetta Guerra per la Valtellina, uno degli episodi più tumultuosi e sanguinosi della Guerra dei Trent'anni.
Le spoglie di Jenatsch vennero esumate nell'estate del 1959: lo scheletro era ancora rivestito dell'armatura, indossava uno scapolare e teneva tra le mani una corona del rosario. Nel 1961 il cadavere venne ricollocato nel suo sepolcro, dove si trova ancora oggi, nella cattedrale cattolica dell'Assunzione a Coira.  Il 15 marzo 2012 è stata eseguita una seconda riesumazione, a cura del Servizio Archeologico del Canton Grigioni.

## Nella letteratura e nella storiografia

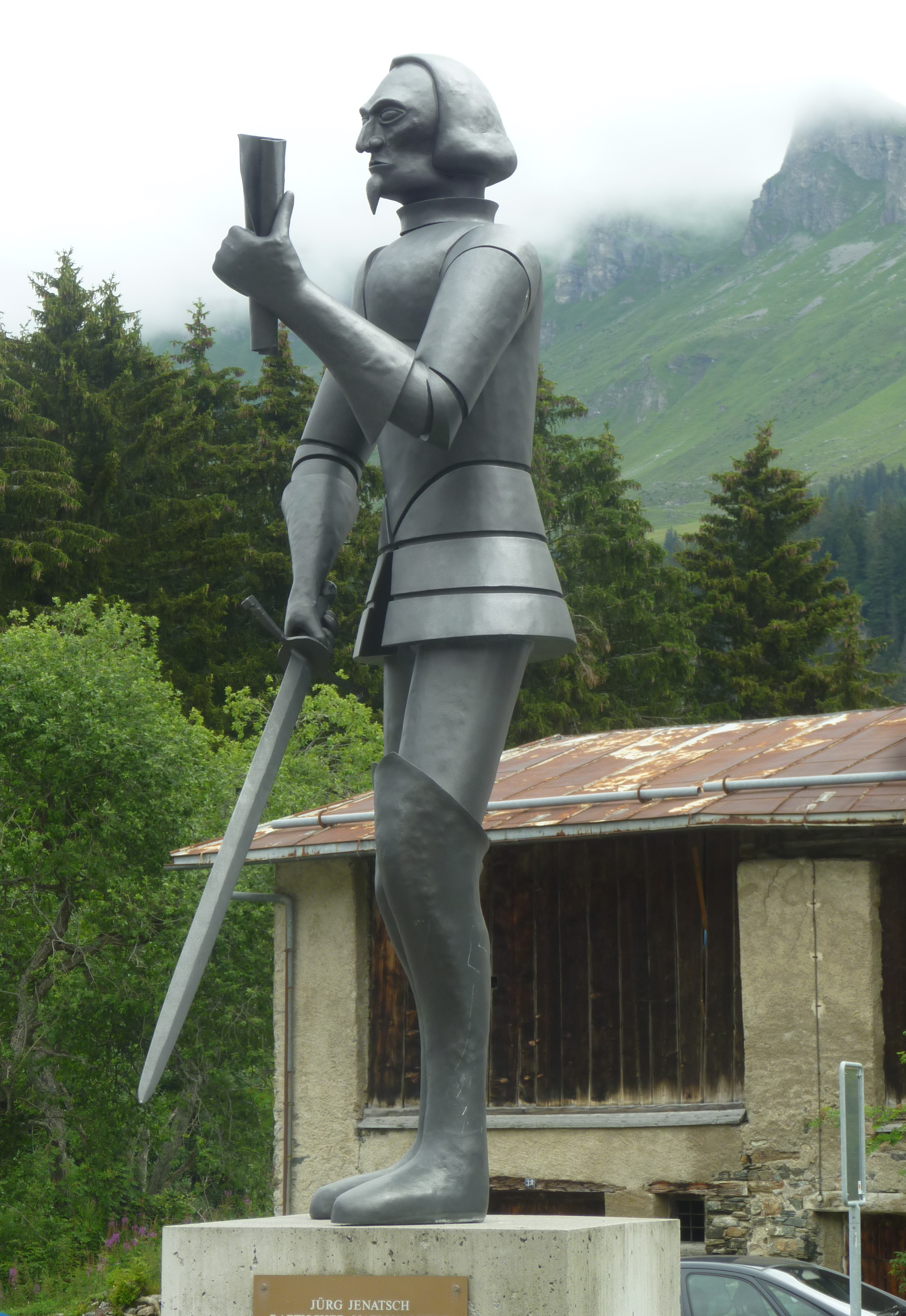
Statua di Jenatsch collocata all'esterno di un albergo di Parpan nel 2000

La storiografia dei secoli XVII e XVIII fu generalmente critica nei confronti di Jenatsch e non gli attribuì una importanza particolare rispetto ad altri protagonisti di quel periodo.  La sua fama cambiò quando lo scrittore svizzero Conrad Ferdinand Meyer pubblicò il suo romanzo storico Jürg Jenatsch: una storia grigionese (1876), in cui trasformava Jenatsch in una figura eroica, simbolo della lotta dei Grigioni per la libertà e l'indipendenza.

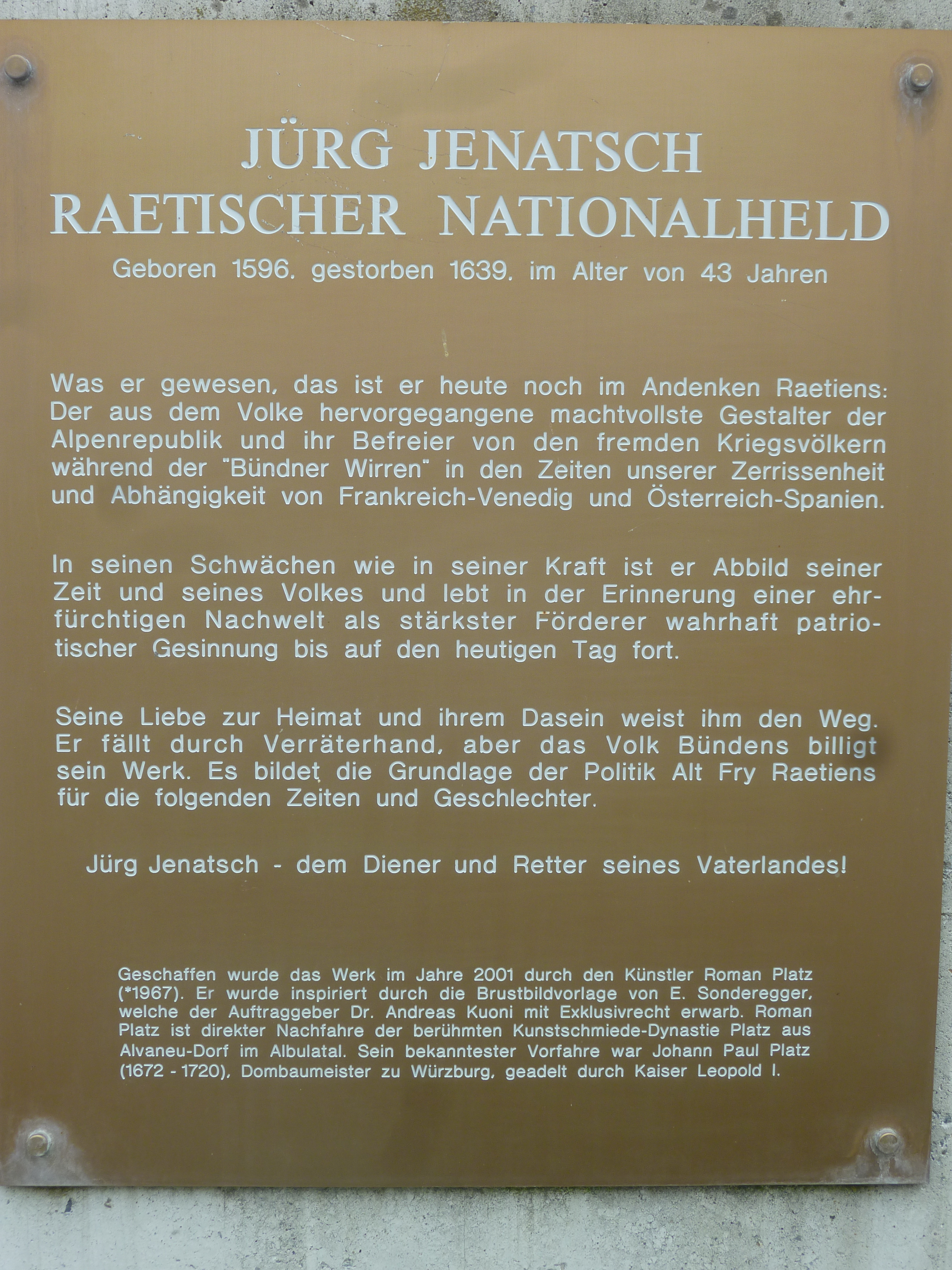
Iscrizione dedicatoria della statua, in cui si celebra Jenatsch come "Eroe nazionale retico"

A partire dal romanzo di Meyer, molti altri romanzi trattarono la storia di Jenatsch, e addirittura è stato girato un film nel 1987 (Jenatsch, per la regia di Daniel Schmid).
All'inizio del XX secolo Jenatsch era già considerato con crescente consenso l'eroe dei Grigioni.  A lui furono intitolati il Piz Jenatsch (3250 m slm), nelle Alpi dell'Albula, e il rifugio di montagna Jenatsch.
Due importanti biografie vennero scritte da Ernst Haffter (1894) e Alexander Pfister (1936): si tratta di due studi fondamentali, per quanto ormai ampiamente superati.
A partire dagli anni sessanta e settanta del XX secolo, tuttavia, gli storici cominciarono a studiare la vita di Jenatsch con atteggiamento critico, riconoscendo nel suo pensiero e nelle sue azioni l'immagine di un personaggio tipico dell'epoca barocca, mosso da ambizioni e passioni personali e forse addirittura da opportunismo.